# GeoNames

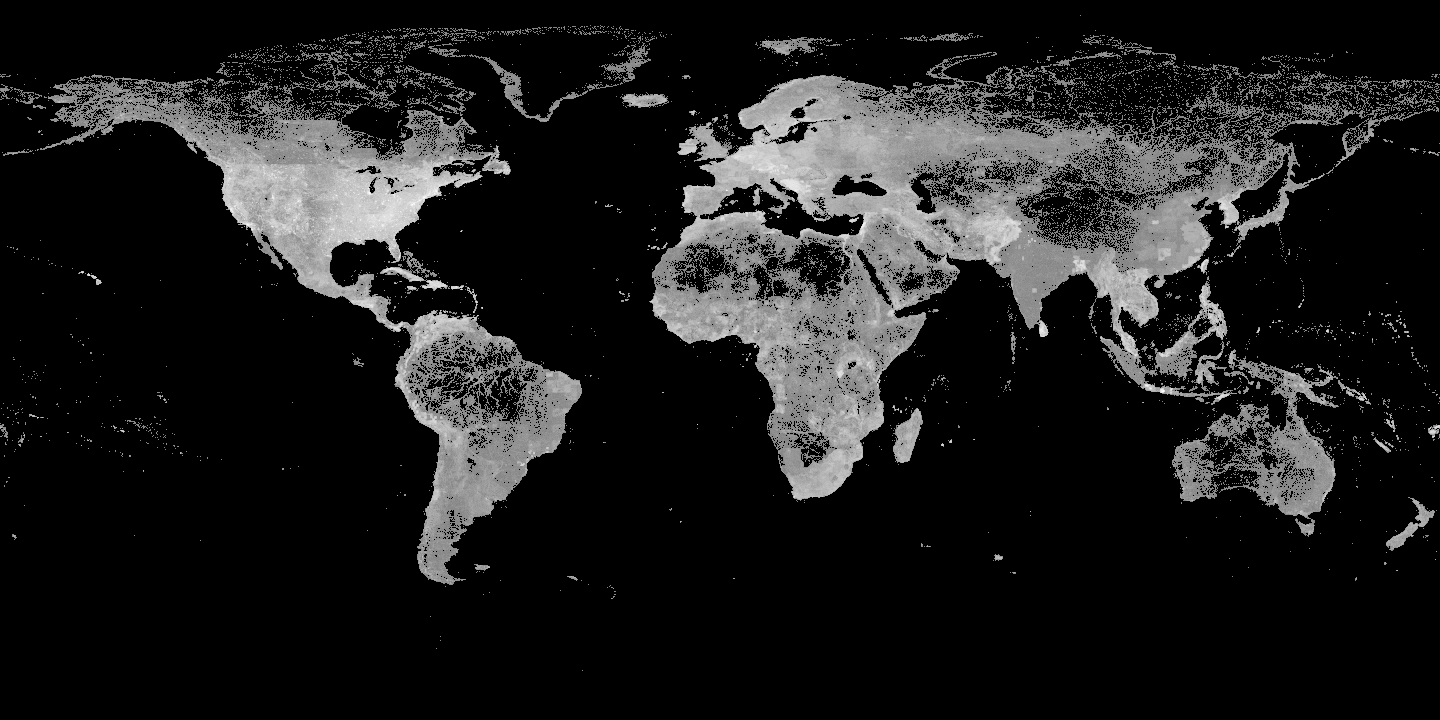
全世界的GeoNames实体密度

GeoNames（地理名字庫，或GeoNames.org）是一个可以通过获得地理数据库，可以多种Web服务的知识共享网站。
GeoNames包含了超过25,000,000个以上的地名，而且其中包括了11,800,000个以上的唯一地名。